# María San Gil
María San Gil Noain, née le 15 janvier 1965 à Saint-Sébastien (Pays basque, Espagne), est une femme politique espagnole. Elle préside le Partido Popular du Pays basque entre 2004 et 2008.

## Biographie
María San Gil est conseillère municipale de Saint-Sébastien entre 1995 et 2004.
Le 23 janvier 1995, alors qu'ils mangeaient ensemble dans un restaurant, le conseiller municipal Gregorio Ordóñez est assassiné d'un tir dans la tête par l'ETA. À la suite de cet assassinat, María San Gil décide de monter en première ligne de la politique.
En 2004, elle devient présidente du Partido Popular du Pays basque, présidence qu'elle occupe jusqu'en 2008. Ses différents avec Mariano Rajoy la poussent à démissionner.
Elle est mariée et a deux enfants.

### Idéologie
María San Gil est proche du conservateur Jaime Mayor Oreja. Elle s'oppose fermement au nationalisme basque qu'elle considère excluant.
En novembre 2006, elle critique et s'oppose au dialogue du gouvernement de José Luis Zapatero avec l'ETA.